# Ostrowie Biebrzańskie
Ostrowie Biebrzańskie – przystanek kolejowy w Ostrowiu, w powiecie augustowskim, w województwie podlaskim, w Polsce zbudowany przez mieszkańców wsi Ostrowie. Według klasyfikacji PKP ma kategorię dworca lokalnego. Nazwa stacji pochodzi od mieszkańców wsi Ostrowie oraz bliskości rzeki Biebrzy. Z relacji mieszkańców wiadomo, że została zbudowana w latach sześćdziesiątych XX wieku, kiedy to przebudowywano trasę kolejową z Suwałk do Sokółki.

## Ruch pasażerski

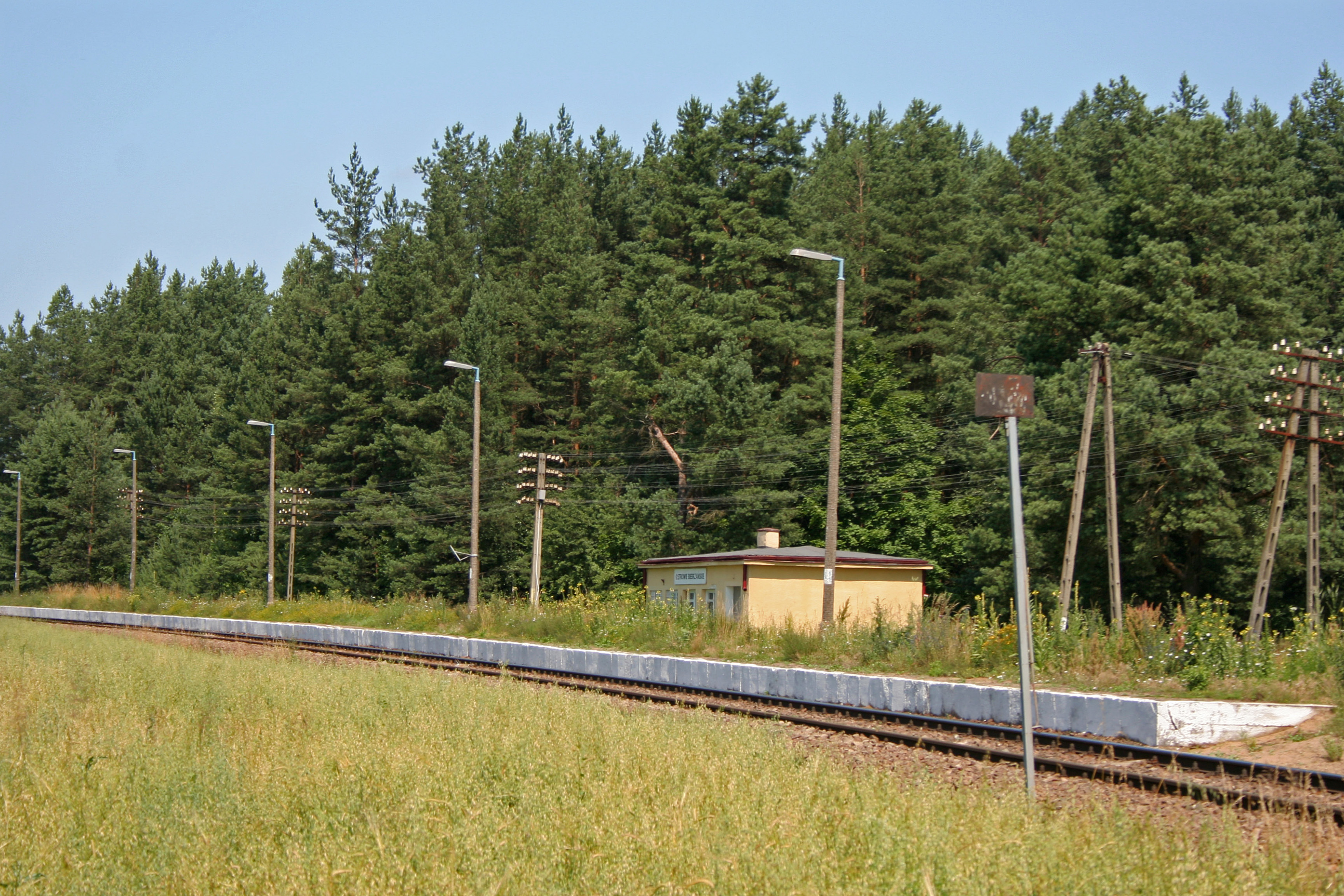
Peron stacji Ostrowie Biebrzańskie

| Rok  | Wymiana pasażerska na dobę |
| ---- | -------------------------- |
| 2017 | 0-9                        |
| 2022 | 0-9                        |